# Raffaello Sanzio e la fornarina
Raffaello Sanzio e la fornarina è un cortometraggio del 1909 diretto da Edoardo Bencivenga e basato sulla vita del pittore italiano Raffaello Sanzio.